# Pristimantis acatallelus
Pristimantis acatallelus é uma espécie de anfíbio da família Craugastoridae. É endémica da Colômbia. Os seus habitats naturais são: regiões subtropicais ou tropicais húmidas de alta altitude.